# Sábado de Aleluia
O Sábado Santo (em latim: Sabbatum Sanctum), também conhecido como Sábado de Aleluia e Véspera da Páscoa, é uma festividade religiosa que recorda o aguardo pela ressurreição de Jesus após sua crucificação no Calvário, conforme o relato do Novo Testamento. É o último dia da Semana Santa, na qual os cristãos se preparam para a celebração da festa da Páscoa. Nele se celebra o dia que o corpo de Jesus Cristo permaneceu sepultado no túmulo.
Na tradição cristã, especialmente na católica, este é também o dia marcado pela solidão de Virgem Maria, que, permanecendo firme na fé mesmo em meio à dor, é invocada sob o título de Nossa Senhora da Solidão. Essa devoção expressa não apenas o luto materno, mas também a esperança silenciosa e confiante na promessa da ressurreição. Segundo a tradição da Igreja, acredita-se que neste dia Jesus, em sua alma gloriosa, desceu à Mansão dos Mortos" (o "sheol" ou "hades"), também chamado de Limbo, Seio de Abraão ou Infernos, resgatando os justos do Antigo Testamento que aguardavam a salvação prometida. Esse mistério, conhecido como a "descida de Cristo aos infernos", é professado no Credo dos Apóstolos: "desceu à mansão dos mortos, ao terceiro dia ressuscitou dos mortos..."
Somente à noite, com o cair da escuridão, inicia-se a solene Vigília Pascal, que já pertence ao Domingo da Ressurreição. Essa celebração marca o ponto central do Ano Litúrgico, com a proclamação da vitória de Cristo sobre a morte e o início de um novo tempo: o Tempo Pascal.

## Práticas ocidentais
Nas igrejas católicas romanas, todo o coro (inclusive o altar) permanece sem decoração nenhuma (a partir da missa da Quinta-Feira Santa) e a administração dos sacramentos é bastante limitada. A Eucaristia depois do serviço litúrgico da Sexta-Feira Santa é dada apenas aos moribundos (viático). Batismos, confissões e a Unção dos Enfermos também podem ser administradas por que eles, como o viático, asseguram a salvação dos que estão para morrer.

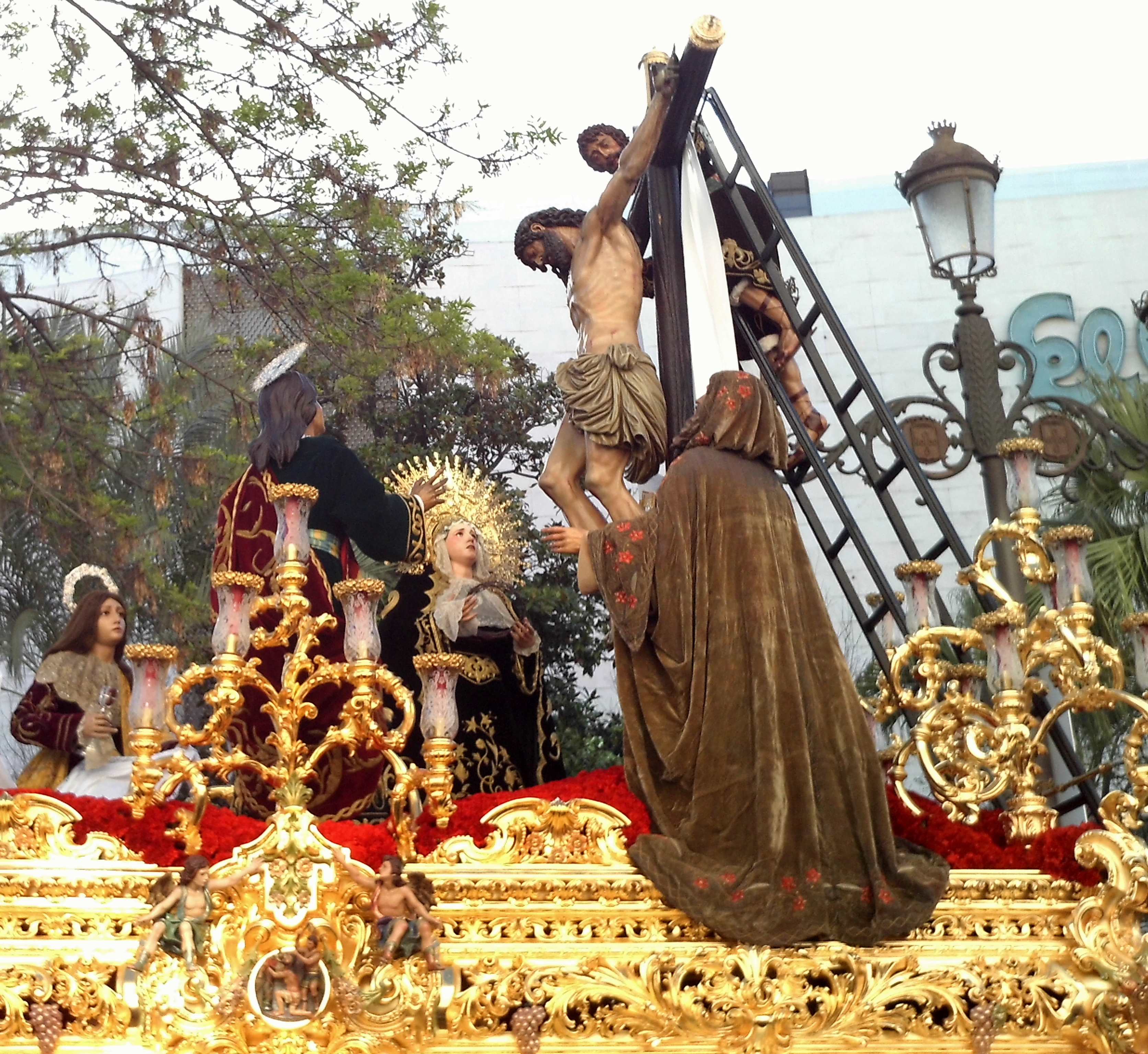
Procissão no Sábado de Aleluia em Sevilha, Espanha

As missas são limitadas e nenhuma é realizada na liturgia normal neste dia, embora a missa possa ser dita numa Sexta-Feira Santa ou no Sábado de Aleluia em casos extremamente graves ou numa situação solene com a autorização da Santa Sé ou do bispo local. Muitas igrejas da Comunhão Anglicana assim como diversas luteranas, metodistas e mais algumas outras denominações cristãs também segue estes costumes; porém, seus altares podem ser cobertos com panos negros ao invés de terem a decoração retirada.
Em algumas igrejas anglicanas, incluindo a Igreja Episcopal dos Estados Unidos, uma liturgia da palavra muito simples se realiza neste dia, com leituras comemorando o enterro de Jesus. Os ofícios diários também são observados. O Livro da Oração Comum anglicano chama este dia de "Véspera da Páscoa".
Entre os católicos filipinos, o Sábado de Aleluia é chamado de "Sábado Negro", um sinal de luto. Depois das alterações litúrgicas proclamadas pelo Concílio Vaticano II, o termo "Sábado Glorioso" também passou a ser amplamente utilizado, uma lembrança do corpo glorioso de Jesus na Vigília de Páscoa.
Em termos litúrgicos, o Sábado Santo vai até às 18:00 (crepúsculo), quando se celebra a Vigília de Páscoa e se inicia oficialmente a Época da Páscoa. As rubricas afirmam que a Vigília deve acontecer depois do anoitecer e terminar antes do amanhecer. O serviço pode começar com fogo e o acendimento do novo Círio Pascal. Na observância católica e em algumas anglicanas, a missa é a primeira a ser realizada desde a Quinta-Feira Santa e nela, o "Glória" - que permaneceu ausente durante toda a Quaresma - volta a ser utilizado e é durante o canto que as imagens e ícones, que estavam cobertos de mantos púrpuras fora do coro e do altar durante a Época da Paixão, são novamente revelados para alegria dos fieis. Algumas igrejas anglicanas preferem celebrar a Páscoa e o acendimento do novo Círio ao amanhecer da Páscoa. É comum que se realizem batismos ou renovações de votos batismais nesta missa.

## Práticas orientais

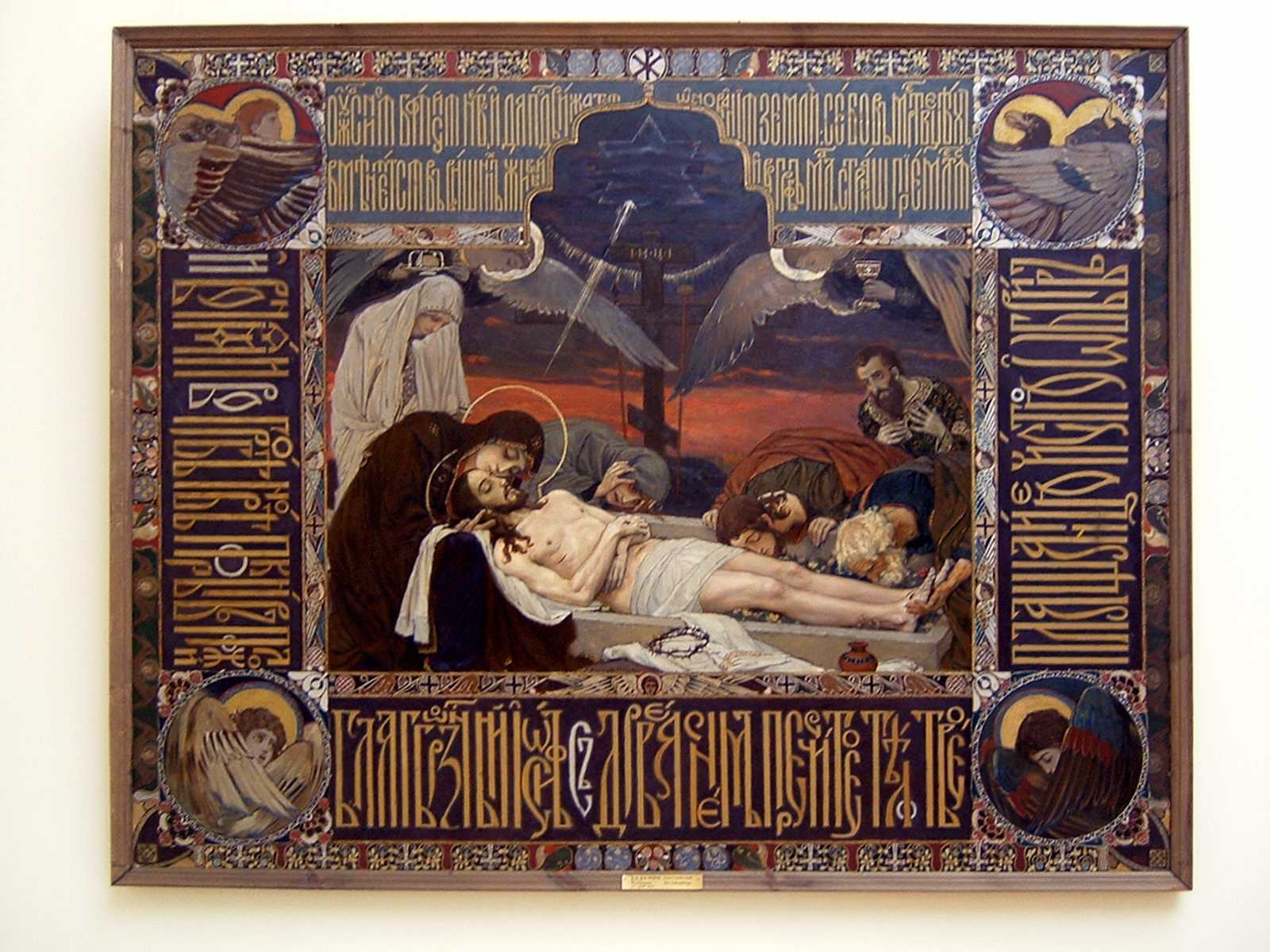
Epitaphios russo

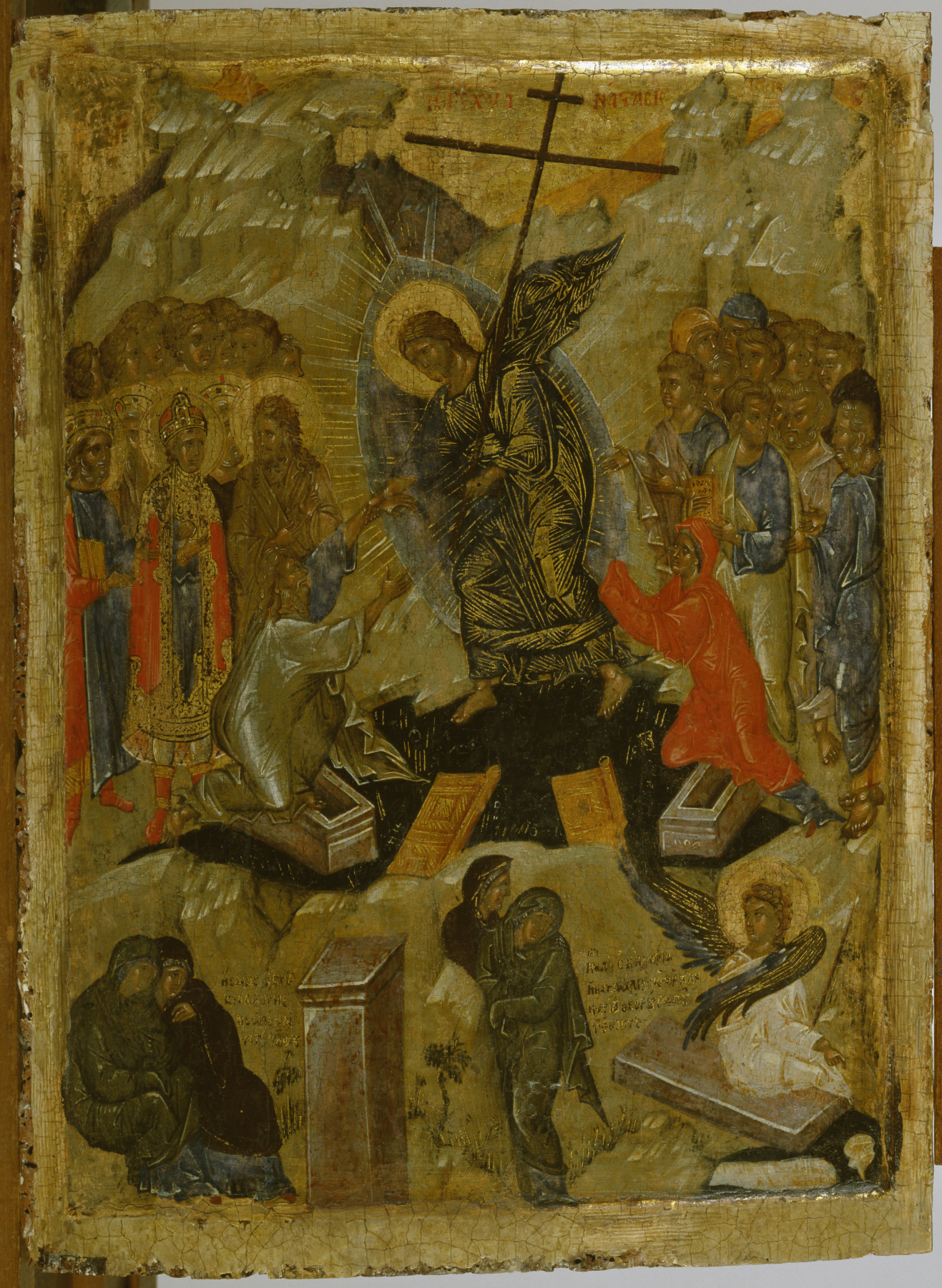
Descida de Cristo aos infernos. Segundo a Tradição, foi no Sábado Santo que Jesus resgatou as almas presas na Morada dos Mortos. Aos seus pés, os portões destruídos.
Ícone do fim do século XIV atualmente no Museu de Arte Walters, em Baltimore.

Na Ortodoxia, este dia, conhecido como Grande e Santo Sábado, é chamado também de Grande Sabá (veja Shabat), pois foi neste dia que Jesus "descansou" . Nas tradições coptas, etíope e eritreia, este dia é conhecido como Sábado de Alegria.
As matinas do Grande e Santo Sábado (geralmente realizadas na noite de sexta por conta de antigas tradições eclesiásticas que remontam aos costumes judaicos) se realiza na forma de um funeral para Cristo. O serviço todo se realiza à volta do epitaphios, um ícone na forma de um tecido bordado com a imagem de Cristo sendo preparado para o sepultamento. Na primeira parte do serviço se canta o Salmo 119 (118) com hinos (enkomia) intercalados entre os versículos. O tema central da cerimônia não é tanto de luto, mas de vigilante expectativa:
| “ | Hoje vós não guardareis santo o sétimo dia, Que vós abençoastes desde sempre repousando de vossa labuta. Vós criastes tudo e vós renovastes todas as coisas, Observando o descanso sabático, meu Salvador, e restaurando a força. | ” |
|   | — Matinas, Cânon do Grande e Santo Sábado, Ode 4. |   |

No final das matinas, depois das laudes, no fim da Grande Doxologia, o Epitaphios é erguido e levado em procissão para fora da igreja, circundando-a, enquanto todos cantam o Trisagion, exatamente como se faz num enterro cristão ortodoxo.
Na manhã de sábado, uma véspera da Divina Liturgia de São Basílio, o Grande é celebrada, chamada de serviço da Primeira Ressurreição (em grego:  Ἡ Πρώτη Ἀνάστασις), chamado assim por ser mais antigo que o serviço criado por São João Damasceno depois e não por ocorrer antes liturgicamente.
É a mais longa Divina Liturgia do ano e também a última. Depois da Pequena Entrada, são feitas quinze leituras do Antigo Testamento que relembram a história da salvação. Imediatamente antes da leitura do evangelho (Mateus 28:1–20), o antepêndio, a toalha do altar e as vestimentas são trocadas do negro para o branco e o diácono incensa a igreja com o turíbulo. Na tradição grega, os clérigos espalham folhas de louro e pétalas de flores por toda a igreja para simbolizar os cacos dos portões e os grilhões rompidos do inferno e a vitória de Jesus sobre a morte. Apesar de a atmosfera litúrgica ir mudando da tristeza para a alegria neste serviço, a saudação pascal "Cristo ressuscitou!" só será trocada depois da Vigília de Páscoa à noite e os fiéis continuam jejuando. O motivo é que a Divina Liturgia do Grande e Santo Sábado representa a proclamação da vitória de Jesus sobre a morte para os que estavam no inferno, mas a Ressurreição ainda não havia sido anunciada para os que estavam na terra.
À tarde, os fiéis tradicionalmente se reúnem na igreja para a leitura completa dos Atos dos Apóstolos. Antes da meia-noite, a Vigília começa com o Ofício da Meia-Noite, durante o qual o Cânon do Santo Sábado é repetido. Então, todas as velas e luzes da igreja são apagadas e todos esperam no escuro e em silêncio a proclamação da Ressurreição de Jesus.

## Tradições culturais
A "Święconka", que significa "benção das cestas de Páscoa", ocorre no Sábado de Aleluia e é uma das mais antigas e amadas tradições polonesas, inclusive sendo praticada por descendentes de imigrantes a exemplo das comunidades no estado brasileiro do Paraná.